# Cueva Fosca

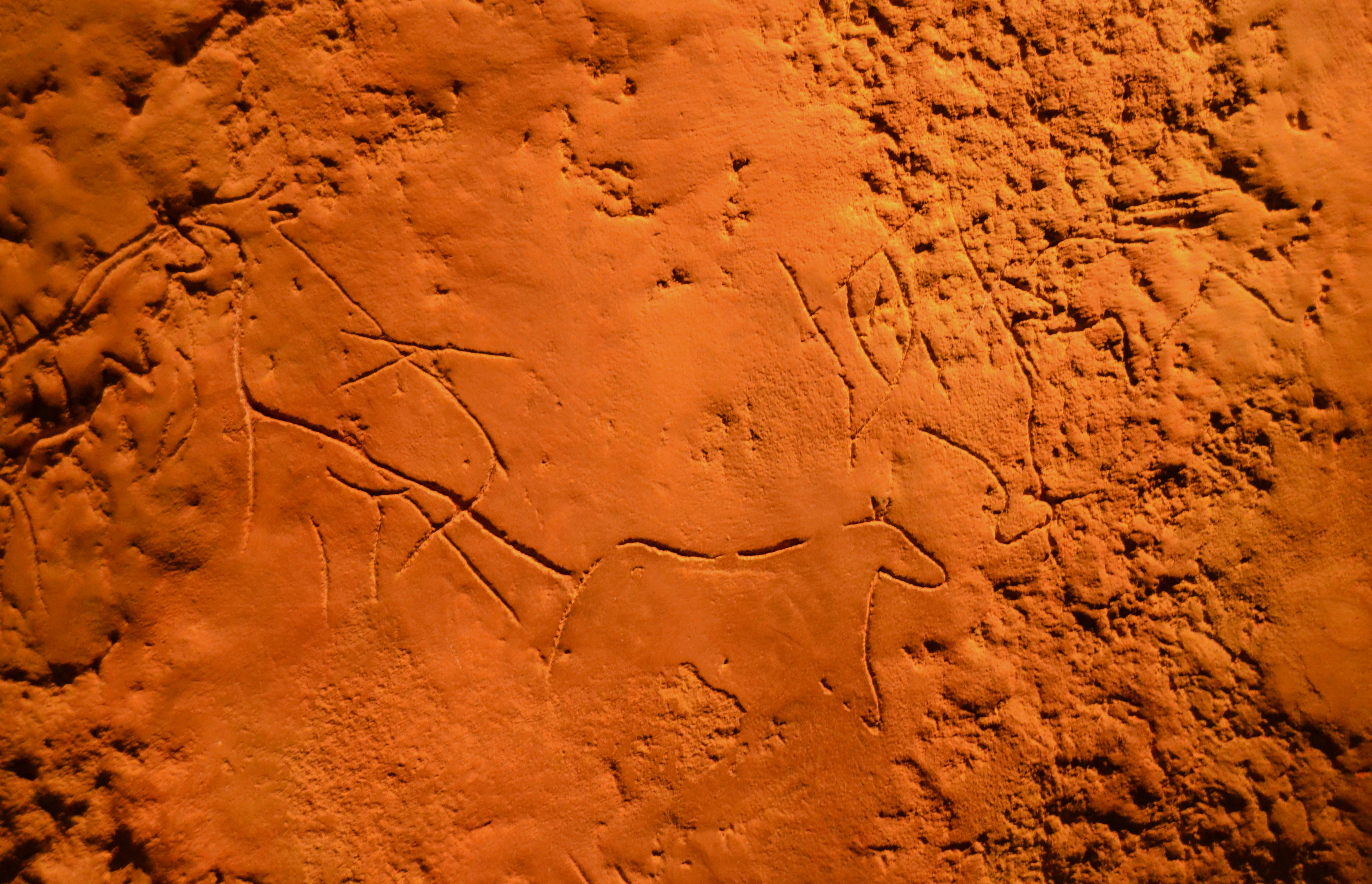
Reproducción de motivos zoomorfos y geométricos de la cueva Fosca (Vall de Ebo). Paleolítico superior. Museo Arqueológico de Alicante.

Cueva Fosca (en valenciano: cova Fosca) es una cueva con restos de presencia humana en época prehistórica situada en el municipio de Vall de Ebo, provincia de Alicante de la Comunidad Valenciana, España.
Contiene varios grabados y también un yacimiento que ha permitido datar las pinturas de arte levantino en una fecha cercana a 10000 a. C.